# Team (группа)
Team (также TEAM) — словацкая рок-группа, основанная в 1980 году в Мартине, на территории бывшей Чехословакии. Группа становилась обладателем музыкальной премии «Zlatý slavík» в 1989, 1990 и 1991 годах. После успеха своего первого альбома Team в 1988 году группа решила перезаписать его на эсперанто. Это облегчило им поездку за границу, особенно в Великобританию, в связи с выступлениями на эсперанто-встречах за пределами Чехословакии. Песня «Držím ti miesto» (с чеш. — «Я держу тебе место») из их альбома 1990 года «Team 3» была включена в саундтрек к американскому фильму «Хостел» 2005 года.

## История
Коллектив был основан гитаристом Душаном Анталиком и басистом Иваном Валеком в 1980 году в Мартине, на тот момент входившем в состав Чехословакии. Название группы является аббревиатурой от прозвищ участников — «Troll, Elektra a (и) Midd». Первый состав группы включал в себя Душана Анталика, Ивана Валека, вокалиста и клавишника Милана Дочекала и барабанщика Ивана Марчека. В период с 1982 по 1984 год группа бездействовала, так как члены были обязаны нести обязательную военную службу. Участники воссоединились в 1985 году и записали свой первый сингл «Beh» (с чеш. — «Беги»). В 1986 году к ним присоединился второй клавишник, Богуш Кантор. Группа записала свой второй сингл «Na jednej lodi» (с чеш. — «На одной лодке») и начала подготовку дебютного альбома.

## Состав

### Текущий состав
- Павол Габера — вокал, гитара
- Дюшан Анталик — гитара, вокал
- Иван Валек — бас-гитара
- Юрай Татар — клавишные
- Марцел Бунтай — ударные
- Матей Моравек — концертный гитарист

### Бывшие участники
- Иван Марчек — ударные
- Милан Дочекал — клавишные
- Эрих Сигель — ударные
- Богуш Кантор — клавишные
- Роман Ревай — вокал
- Дюшо Петрус — барабаны
- Эмиль Фратик — барабаны

## Дискография

### Синглы
- Beh / Internátne ráno (1986)
- Veľké slová / Na jednej lodi (1987)
- Bratislavská lýra 87: Espresso Orient - Robo Grigorov So Skupinou Midi / Kúsok pravdy - Team (1987)
- Diera do sveta / Minca vo vzduchu (1989)
- Lietam v tom tiež / Odvrátená strana tvojej tváre (1989)
- Change / Roxy (1990)
- Čo s tým? / Ženská menom panika (1991)
- Život je nuda / S tebou bez teba (1993)
- Nebo poď k nám (1996)
- Mám na teba chuť ... (2002)
- Ako málo (2007)
- Viem, čo cítíš - Pavol Habera & Team (2015)

### Студийные альбомы
- Team 1 (1988)
- Ora Team (также Team en Esperanto) (1989)
- Team 2 - Prichytený pri živote (1989)
- Team 3 (1990)
- Team 4 (1991)
- Team 5 (1993)
- Team 6 - Voľná zóna (1996)
- Team 7 - 7edem (2000)
- Team 8 - Mám na teba chuť :-) (2002)
- Team X (2004)
- Team 11 (2007)

### Концертные альбомы
- Team 9 - Live in Praha (2003)

### Сборники
- Team - Hity (1994)
- Best of Team (1997)
- Team - Zlaté hity (2000)
- Pavol Habera & Team Best of - Piesne o láske (2002)
- Best Of 1988–2005 (2005)
- Gold (2006)
- Pavol Habera & Team - Největší Hity (2007)
- Team / Prichytený pri živote (2009)
- Od A po Zet (2016)

## Концертные туры
- Poděbradka TEAM Tour (2003)
- TEAM X Tour (2005)
- Pavol Habera a Team Best Of Tour (2008)
- Habera & Team Final Tour (2012)[3]
- Unplugged Tour (2013–2014)
- Habera & Team "33" Tour (2016)
- Habera & Team Tour (2019)[4]